# Tyrese Asante
Tyrese Asante (Den Haag, 9 april 2002) is een Nederlands voetballer van Ghanese afkomst die als verdediger en middenvelder voor Maccabi Tel Aviv speelt.

## Carrière
Asante speelde in de jeugd van H.V. & C.V. Quick, Feyenoord, Sparta Rotterdam en weer Quick. Hier speelde hij in 2020 vijf wedstrijden in het eerste elftal, alvorens de competitie werd stilgelegd vanwege de coronapandemie. 
In 2021 maakte hij de overstap naar stadsgenoot ADO Den Haag, waar hij een contract voor twee jaar tekende. Hij debuteerde voor ADO Den Haag op 8 augustus 2021, in de met 2-0 gewonnen thuiswedstrijd tegen Jong Ajax. Op 30 september 2022 maakte hij zijn eerste doelpunt, tegen Jong PSV. Asante speelde in drie seizoenen 98 wedstrijden voor de club uit Den Haag, waarbij hij drie keer scoorde.
Medio 2024 vertrok Asante naar Maccabi Tel Aviv. Hij debuteerde voor deze club op 15 juli 2024 in de Israëlische Superbeker tegen Maccabi Petach Tikwa. Naast de Israëlische competitie debuteerde Asante ook in de UEFA Europa League. Hij speelde onder andere tegen FC Porto en Ajax. Aan het einde van het seizoen 2024/25 werd Asante landskampioen met Maccabi.

## Interlandcarrière
Op 17 oktober 2023 maakte Asante zijn debuut voor het Nederlands Elftal Onder-21 in de EK-Kwalificatie. 16 Minuten voor tijd mocht Asante invallen in de 0-5 gewonnen wedstrijd tegen het Gibraltarees Elftal Onder-21. Hij viel die wedstrijd in voor Devyne Rensch. 

## Statistieken
| Seizoen                    | Club             | Land           | Competitie     | Competitie | Competitie | Beker | Beker | Overige | Overige | Totaal | Totaal |
| Seizoen                    | Club             | Land           | Competitie     | Wed.       | Dlp.       | Wed.  | Dlp.  | Wed.    | Dlp.    | Wed.   | Dlp.   |
| -------------------------- | ---------------- | -------------- | -------------- | ---------- | ---------- | ----- | ----- | ------- | ------- | ------ | ------ |
| 2021/22                    | ADO Den Haag     | Nederland      | Eerste divisie | 24         | 0          | 1     | 0     | 5       | 0       | 30     | 0      |
| 2022/23                    | ADO Den Haag     | Nederland      | Eerste divisie | 34         | 3          | 2     | 0     | 0       | 0       | 36     | 3      |
| 2023/24                    | ADO Den Haag     | Nederland      | Eerste divisie | 26         | 0          | 2     | 0     | 0       | 0       | 28     | 0      |
| 2024/25                    | Maccabi Tel Aviv | Israël         | Ligat Ha'Al    | 27         | 0          | 3     | 0     | 10      | 0       | 40     | 0      |
| Carrièretotaal             | Carrièretotaal   | Carrièretotaal | Carrièretotaal | 111        | 3          | 8     | 0     | 15      | 0       | 134    | 3      |
| Bijgewerkt op 13 juni 2025 |                  |                |                |            |            |       |       |         |         |        |        |

## Erelijst
Maccabi Tel Aviv
- Ligat Ha'Al (1x): 2024/25
- Israëlische Superbeker (1x): 2024/25